# 고 (중국 성씨)
고(高)는 중국의 성씨이다.

## 기원
중국의 고씨는 강씨의 강성(姜姓) 계통이 대다수를 차지한다. (중국 고씨중 90%이상) 제나라 왕 강태공의 6세손인 제 문공의 아들 공자고의 이름으로 손자 혜(傒)가 제환공의 명을 받아, 고씨성으로 변경하였고, 이후 제나라의 노현(盧縣)에 봉읍을 받으면서, 후손들이 봉읍의 이름에서 따서 노씨(盧氏)를 성으로 삼았다. 그래서, 고혜는 중국 고씨의 시조이자 중국, 한국 노씨의 시조이기도 하다. 중국 한족(漢族) 강성계 고씨는 한국의 고씨와는 연관이 전혀 없으며, 고씨는 2019년 현재 중국대륙에서 성씨 인구 1,600만명으로 중국 성씨 인구순위 19위에  랭크되어 있는 대성(大姓)이다. 중국 고씨는 중국은 물론 타이완, 태국, 말레이시아 등지에 널리 분포하고 있는데, 특히 중국 복건성 안계현은 고성촌으로서 동남아 고씨들의 주요 원적지이다. 그 외에 강씨의 제나라가 멸망후 강씨와 고씨 등 강성(姜姓)계 성씨들이 한반도와 일본으로 대거 이동하였는데, 현재 일본의 성씨 중 다카하시(高橋), 다카(高)씨 등 '高'가 들어가는 일본성씨는 한족 강성(姜姓)계 고씨의 후손이라는 구전이 전한다.

## 인물
중국의 제나라의 황제 강태공의 9세손 고혜(高傒)를 고씨의 득성 시조로 하여 강성 중국고씨는 현재 70여대까지 이어지게 되는데, 그 중 강태공의 51세손이자 북제의 태조 황제인 북제 문선황제 '고양'(高洋)이 있다. 문선황제 고양의 부친인 고환은 위진남북조 시기 북제의 추존황제이며, 북제 1대 황제 고양으로 시작하여 2대 황제 고은-> 3대 황제 고연-> 4대 황제 고담-> 5대 황제 고위-> 6대 황제 고항까지 황위를 이어오다가 형제끼리 피를 부르는 황위 다툼과 주색에 빠져 정사를 돌보지 못하는 등 국력이 쇠퇴하여 결국 북주에 의해 멸망당했다. 북제 문선제 '고양'은 어릴적부터 비범함을 갖추고 태어난 인물로서 '쾌도난마'라는 고사성어는 이때 나온 것이다.

## 같이 보기
- 高姓
- 古姓